# Vianí (ort)
Vianí är en ort i Colombia.   Den ligger i departementet Cundinamarca, i den centrala delen av landet, 60 km nordväst om huvudstaden Bogotá. Vianí ligger 1 491 meter över havet och antalet invånare är 1 586.
Terrängen runt Vianí är kuperad åt sydost, men åt nordväst är den bergig. Runt Vianí är det ganska tätbefolkat, med 78 invånare per kvadratkilometer. Närmaste större samhälle är Villeta, 18,0 km nordost om Vianí. I omgivningarna runt Vianí växer i huvudsak städsegrön lövskog.